# Květa Matušovská
Květa Matušovská, rozená Končická, (* 4. června 1984 Svitavy) je česká politička, v letech 2010 až 2021 poslankyně za stranu KSČM.
Do KSČM vstoupila ve svých osmnácti letech. V roce 2006 poprvé kandidovala do Poslanecké sněmovny Parlamentu České republiky a skončila na sedmém místě. V letech 2008-2012 byla zastupitelkou Pardubického kraje. Poslankyní Poslanecké sněmovny Parlamentu České republiky byla zvolena v Pardubickém kraji ve volbách 2010, když ji preferenční hlasy posunuly ze čtvrtého místa kandidátky i před krajského lídra Václava Snopka.
Ve volbách do Poslanecké sněmovny PČR v roce 2013 kandidovala v Pardubickém kraji jako lídryně KSČM a byla zvolena.
V komunálních volbách v roce 2014 byla zvolena za KSČM zastupitelkou obce Javorník na Svitavsku, když vedla tamní kandidátku strany. Mandát ve volbách v roce 2018 z pozice lídryně kandidátky obhájila. Kandidovala i ve volbách v roce 2022, kdy jako členka KSČM vedla kandidátku uskupení „Společně pro Javorník“. Mandát se jí však obhájit nepodařilo, skončila jako druhá náhradnice.
Ve volbách do Poslanecké sněmovny PČR v roce 2017 obhájila svůj poslanecký mandát za KSČM v Pardubickém kraji. Získala 1 859 preferenčních hlasů a přeskočila tak lídra kandidátky Václava Snopka. Ve volbách do Evropského parlamentu v květnu 2019 kandidovala na 25. místě kandidátky KSČM, ale nebyla zvolena. Ve volbách do Poslanecké sněmovny PČR v roce 2021 kandidovala jako lídryně KSČM v Pardubickém kraji. Zvolena však nebyla, neboť KSČM nepřekročila pětiprocentní hranici nutnou pro vstup do Sněmovny.
V krajských volbách v roce 2024 byla z pozice členky KSČM zvolena zastupitelkou Pardubického kraje, když kandidovala za uskupení „STAČILO! (KSČM, ČSNS, ČSSD).